# さよならミス・ワイコフ
『さよならミス・ワイコフ』（原題: Good Luck, Miss Wyckoff）は、1979年アメリカ合衆国の映画。マーヴィン・J・チョムスキー監督作品。
ポリー・プラットによる脚本は、『バス停留所』『草原の輝き』で知られるウィリアム・インジの1970年の同名小説に基づいている（小説の邦題は厳密には『さようなら、ミス・ワイコフ』）。インジは架空の町カンザス州フリーダムを舞台に、2つの小説を書いている。『Good luck,Miss Wyckoff』 (Atlantic-Little, Brown, 1970年) では高校のラテン語教師イブリン・ワイコフが、学校の臨時職員の黒人男性と関係を持ったために職を失う。小説はテーマとして1950年代の未婚女性、人種差別、性衝動、名誉刑を含んでいる。
出演はアン・ヘイウッド、ジョン・ラファイエット、ドナルド・プレザンス、ロバート・ヴォーン、これが最後の出演作となったキャロリン・ジョーンズ。

## ストーリー
1954年、カンザス州の小さな虚構の町フリーダム。孤独で抑圧された35歳の高校のラテン語教師イブリン・ワイコフ（アン・ヘイウッド）は、学生や同僚に好かれていたにもかかわらず、最早全く仕事に満足感を見出せずにいた。魅力的でありながらいまだ処女で、早くも閉経寸前に陥っている彼女の問題は、充実した性生活を得ることにより解決されるだろうとニール医師（ロバート・ヴォーン）は考えた。彼はウィチタのユダヤ人精神科医シュタイナー（ドナルド・プレザンス）を勧めた。
シュタイナーとの面談は彼女の憂鬱を軽減し、徐々に愛に対して前向きな姿勢になっていき、ウィチタ旅行中に好意的なバス運転手エド・エクルズ（アール・ホリマン）に興味本位で近づいた。エドは彼女を気に入り、情事を持ちかけるが、エドが既婚者だったので躊躇した。ようやく積極的な気持ちになった時にはエドは町を去ってしまい、イブリンは打ちひしがれた。
ある日、授業の終わりに教室を掃除しに来ている生意気な黒人奨学生のレイフ・コリンズ（ジョン・ラファイエット）が、彼女に近寄り話しかけた。青年が大胆にも猥褻な誘いかけをしてパンツのファスナーを下ろし始め、イブリンはパニックを起こして逃げ去った。しかしその場限りの出来事だったと思い、この事件を誰にも話さないことに決めた。
次の日、レイフは再びイブリンに近づき、教壇に押し付けると情け容赦なく強姦した。黒人に犯された恥辱と、被害を届け出ることにより自身の名誉が失墜する恐怖から沈黙を選んだ彼女を、既に本格的なサイコパスでサディストのレイフは毎日陵辱した。イブリンは遂に恐怖と性欲の交錯する中、屈辱的・虐待的な関係を受け入れ、時には密会を楽しみにするようになっていった。ある日、他の2人の用務員が、教室でイブリンを犯しながら裸の胸を熱いヒーターに押しつけ、虐待しているレイフの姿を目撃する。
噂は瞬く間に広まり、彼女の社会的名誉は容赦なく地に堕ちた。好意的なハヴァーメイヤー校長（ダナ・エルカー）も彼女に、辞任して別の町で新しい仕事を見つけるよう頼まざるを得なかった。まるで犠牲者ではなく罪人であるかのように、誰からも冷たい態度を向けられ、彼女は自殺を考える。しかしラストでは、彼女は自分自身を取り戻し、町を出て新しい人生を歩み始める。

## キャスト
- アン・ヘイウッド: イヴリン・ワイコフ（田島令子）
- ジョン・ラファイエット: レイフ・コリンズ（古川登志夫）
- ドナルド・プレザンス: シュタイナー医師（内田稔）
- ロバート・ヴォーン: ニール医師（西沢利明）
- ダナ・エルカー: ハヴァーメイヤー校長（石田太郎）
- アール・ホリマン: エド・エクルズ
- キャロリン・ジョーンズ: ベス
- ロニー・ブレイクリー: ベッツィー
- ドロシー・マローン: ミルドレッド
- ドリス・ロバーツ: マリー
- ジョスリン・ブランド（英語版）: ヘミングス夫人
- R・G・アームストロング: ヘミングス

牛山茂／山田栄子…他
＜日本語版制作スタッフ＞
日本語版制作：ザック・プロモーション
TV初回放送日：1981年04月09日(木)　東京12チャンネル　木曜洋画劇場

## 評価
『ロサンゼルス・タイムズ』のケビン・トーマスは本作を「申し分無く退屈」と評し、「ポリー・プラットの脚本とマーヴィン・チョムスキーの演出の融通の利かなさは、互いの壊滅的状態を倍加させている。（中略）『さよならミス・ワイコフ』は嘘臭さが連続し、様式美が欠如したまま、お馴染みで在り来たりの個人と社会の痛みを伴う対立を描いている」と付け加えた。
『キネマ旬報』1979年10月下旬号（通巻771号）で本作の特集が組まれた。林冬子は、女性の描かれ方が古過ぎる上、高潔なインテリ女性があっさりと性の奴隷へと墜ちてしまうのは如何にも男性目線であるとしながら、自殺をばかばかしいと思い留まった後の彼女の姿には一定の評価を与えている。「グッドラック」はインジのはなむけの言葉であり、彼女はもっと早くカンザスを出るべきであったと結ぶ。田中千世子も、自殺用の睡眠薬を叩きつけたところから彼女の本当の人生が始まったと評する。レイフとの行為が刺激的なのは、もともと彼女自身が覚悟し受け入れていたからで、それこそが彼女の真実であると考察する。